# Radio PSR
Radio PSR (eigene Schreibweise: RADIO PSR) ist ein privater Hörfunksender in Sachsen. Die Abkürzung PSR steht für „Privater Sächsischer Rundfunk“.

## Geschichte
Radio PSR erhielt nach 1990 als erster privater Veranstalter eine Rundfunklizenz durch die sächsische Landesmedienanstalt (SLM) zugeteilt. Am 1. Juli 1992 erfolgte die erste Rundfunksendung des Radiosenders in Leipzig. Das erste Lied, das Radio PSR spielte, war Wer die Rose ehrt von Renft aus dem Jahr 1972.

## Moderatoren
Moderatoren von Radio PSR sind u. a. Steffen Lukas und Hajo Wilken. Zu den ehemaligen Moderatorinnen von Radio PSR gehört Diana Schell.

## Frequenzen
- Dresden 102,4 MHz
- Leipzig 102,9 MHz
- Chemnitz (Standort Geyer) 100,0 MHz
- Oschatz 98,0 MHz
- Lausitz (Standort Löbau) 101,0 MHz
- Vogtland (Standort Schöneck) 92,0 MHz

Landesweit kann das Programm auch über DAB+ gehört werden (Region Leipzig Kanal 10A, Region Chemnitz Kanal 8A, Region Dresden Kanal 7A). 